# Dyspetes flavus
Dyspetes flavus är en stekelart som beskrevs av Gupta 1983. Dyspetes flavus ingår i släktet Dyspetes och familjen brokparasitsteklar. Inga underarter finns listade i Catalogue of Life.